# Constant Lestienne
Constant Lestienne (n. 23 mai 1992, Amiens, Franța) este un jucător profesionist francez de tenis. Cea mai bună clasare a sa la simplu este locul 48 mondial, în februarie 2023, iar la dublu locul 250 mondial, în iunie 2023. El a câștigat opt titluri ATP Challenger la simplu. În plus, a câștigat cinci titluri la simplu și trei titluri la dublu pe circuitul ITF.